# ناحیه آگاگو
ناحیه آگاگو (به لاتین: Agago District) یک منطقهٔ مسکونی در اوگاندا است که در استان شمالی، اوگاندا واقع شده‌است. ناحیه آگاگو ۳٬۴۹۶٫۸ کیلومتر مربع مساحت و ۲۲۷٬۷۹۲ نفر جمعیت دارد و ۱٬۰۶۰ متر بالاتر از سطح دریا واقع شده‌است.